# 玉城任
玉城 任（たましろ まこと）は日本の俳優である。静岡県出身。劇団四季所属。

## 人物・経歴
静岡商業高校卒業後、演技・ダンスを勉強し、数々の舞台を経験。人気男優劇団Studio Lifeに所属していた。エーリク、訪問者オスカーなど。
1999年に劇団四季研究所に入所し、『コーラスライン』で劇団四季の初舞台を踏んだ。また高校では生徒会長をしていた。現在はライオンキングやエルコスの祈り、リトルマーメイドのレジデントディレクターを務めている。

## 主な出演作品

### 舞台
- コーラスライン フランク役
- はだかの王様 王女の恋人デニム役
- エルコスの祈り ジョン役
- オペラ座の怪人 アンサンブル
- ライオンキング アンサンブル
- ウェストサイド物語 チノ・ニブルス・アンクシャス役
- マンマ・ミーア! スカイ役
- ウィキッド アンサンブル
- クレイジー・フォー・ユー ピート役
- リトル・マーメイドスカットル役